# Mesoleius contractus
Mesoleius contractus là một loài tò vò trong họ Ichneumonidae.